# Alessandro Barnabò

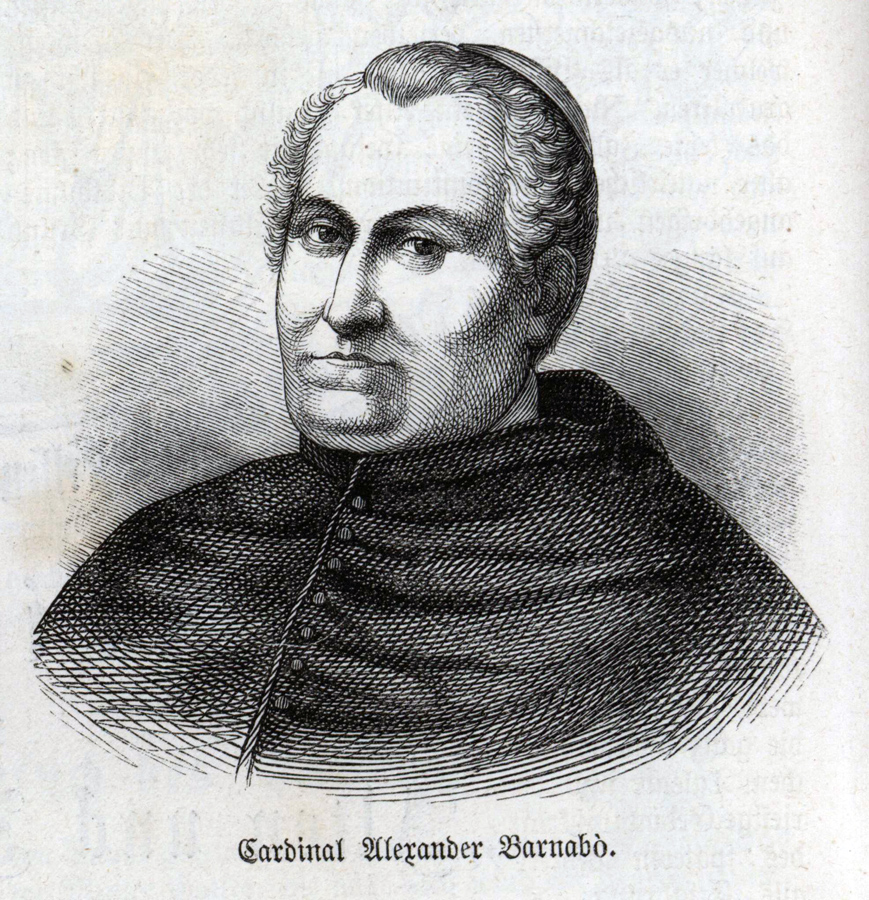
Alessandro Kardinal Barnabò (1870)

Alessandro Barnabò (* 2. März 1801 in Foligno; † 24. Februar 1874 in Rom) war ein Kurienkardinal der römisch-katholischen Kirche. Von 1856 bis zu seinem Tod leitete er die  Kongregation De Propaganda Fide.

## Leben
Barnabò entstammte einer italienischen Adelsfamilie. Er studierte in Foligno, Camerino und an der Universität La Sapienza in Rom. 1831 wurde er Koadjutorkanonikus an der Vatikanbasilika und später ajutante di studio des späteren Kardinals Paolo Polidori, Sekretär der Konzilskongregation.
Im März 1833 empfing er die Priesterweihe. Am 6. Januar 1836 wurde Barnabò Kanonikus an der Vatikanbasilika. 1838 ernannte ihn Papst Gregor XVI. zum Konsultor der Kongregation De Propaganda Fide. 1843 verlieh er ihm den Titel eines päpstlichen Hausprälaten. In den folgenden Jahren hatte Barnabò weitere zahlreiche Ämter inne, ehe er am 13. August 1848 Sekretär der Kongregation De Propaganda Fide wurde.
Papst Pius IX. nahm ihn im Konsistorium vom 16. Juni 1856 als Kardinalpriester von Santa Susanna ins Kardinalskollegium auf. Vier Tage später wurde er Kardinalpräfekt der Propagandakongregation. Im selben Jahr wurde er auch Protektor des Päpstlichen Nordamerikanischen Kollegs. 1858 organisierte er ein Treffen zwischen Pius IX. und Isaac Thomas Hecker, dem Gründer der Paulisten. Von 1868 bis 1869 war er außerdem Kämmerer des Heiligen Kardinalskollegiums. Kardinal Barnabò nahm von 1869 bis 1870 am Ersten Vatikanischen Konzil teil. Er starb 1874, kurz vor seinem 73. Geburtstag.